# Roberto Converti

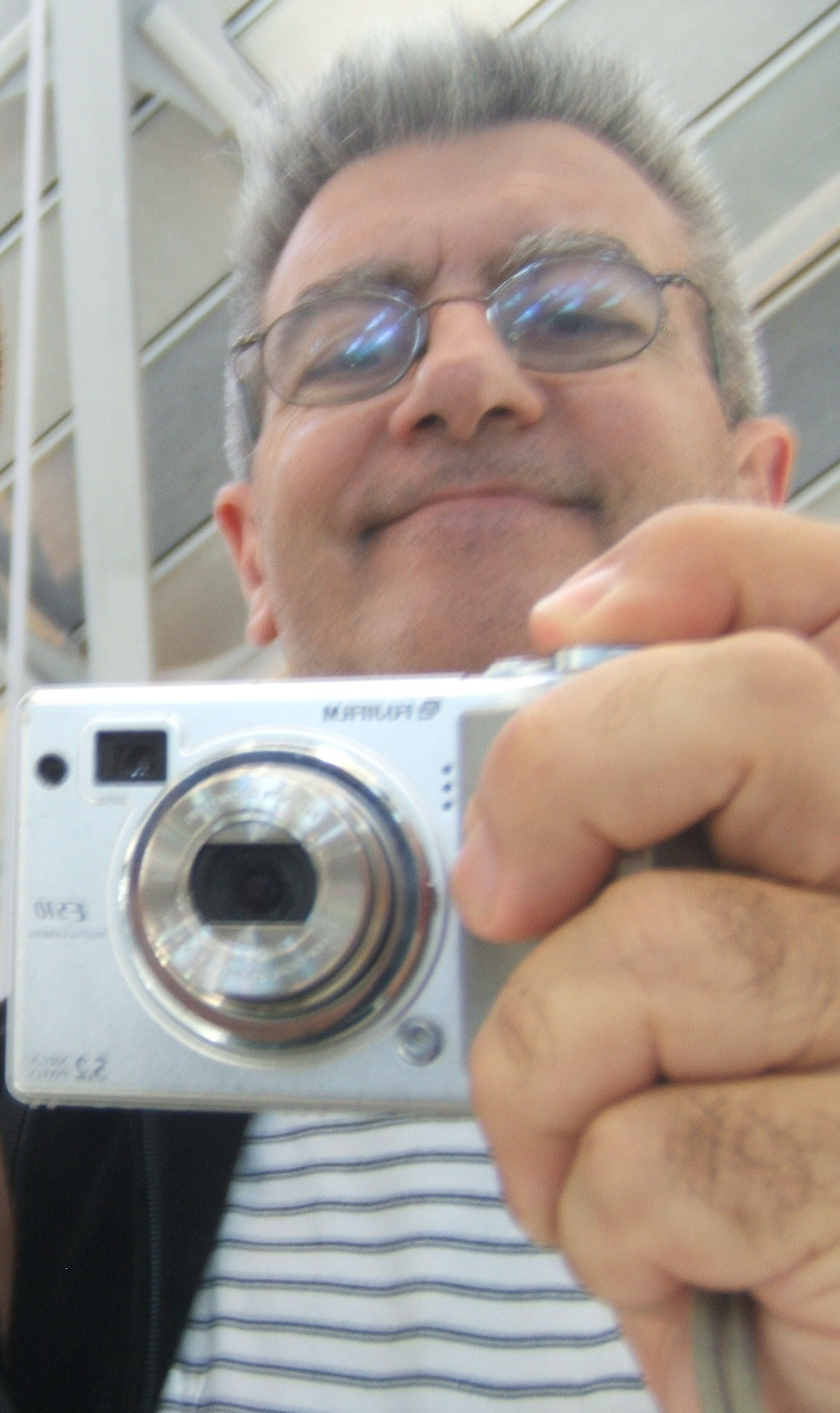
Foto tomada por el propio Converti.

Roberto Converti (Buenos Aires, 29 de diciembre de 1951) es un arquitecto argentino dedicado al desarrollo de propuestas estratégicas en ciudades de importante escala. Su recorrido profesional testimonia la “idea de extender las fronteras de la arquitectura y su campo de trabajo, alentando nuevas prácticas que exceden ampliamente el puro acto de diseño”. Tomando el Proyecto urbano como una distinción, reflexiona sobre la relación entre la arquitectura y la ciudad como un campo de intervención intermedia entre la arquitectura y el urbanismo. 

## Biografía
Nació en Buenos Aires 29 de diciembre de 1951. Estudió arquitectura en la Universidad de Buenos Aires, Argentina. Ejerció la docencia en la Facultad de Arquitectura, Diseño y Urbanismo (UBA), fue decano de la Universidad de Palermo de Buenos Aires. Actualmente es decano de la Facultad de Arquitectura y Diseño en la UADE y profesor en la Universidad Torcuato Di Tella. En el año 1995, fue profesor invitado del Centro de Altos Estudios para América Latina, con sede en París, Francia. 
Integra organismos internacionales como el Comité de expertos de la Asociación Internacional de Ciudades y Puertos / AIVP, el Comité Internacional de Críticos de Arquitectura / CICA, la Dirección de la Bienal de Arquitectura de Buenos Aires y la representación en la Argentina del Urban Land Institute / ULI.
En el año 1996 fue convocado para dirigir el planeamiento de la ciudad de Buenos Aires, período donde, en el marco del nuevo mandato constitucional, se definieron los primeros lineamientos del orden urbano de la autonomía de la Ciudad. Luego, a partir del año 2000 y hasta el año 2002 ejerció la Presidencia de la Corporación Puerto Madero.

## Obra
Un signo de identificación de su obra, es la regeneración de zonas urbanas entre la ciudad y los bordes de ríos y mares, donde el espacio público, es la principal referencia conceptual de su estrategia proyectual, siendo reconocido con su participación en eventos de significativa importancia.
- Premio a la trayectoria en el Urbanismo - Bienal de Arquitectura de Buenos Aires, 2009
- Gran Exposición Internacional de Zaragoza de 2008, España 2008
- Bienal de Arquitectura de Venecia, Italia 2004
- Encuentro Cumbre de Ciudades, Congreso SIMA en Madrid. España 2007
- Firma de la Carta por el desarrollo sostenible de las Ciudades Portuarias. 10 Conferencia AIVP Sídney 2006
- Reconocido por su trayectoria profesional con el premio Ventanas al Futuro del Centro De Arte y Comunicación / CAyC y en la XI Bienal de Arquitectura de Buenos Aires 2007.

En un interesante cruce de ideas, en 1994, Roberto Converti realiza una entrevista publicada en la revista "Arquis 4" con Ignasi Solà - Morales (1942 † 2001), catedrático de Composición Arquitectónica en la Escuela Técnica Superior de Arquitectura de Barcelona, alrededor de la idea de que la ciudad se puede mostrar como una red de trayectorias múltiples, allí y en ese diálogo el proyecto urbano se expone como un modo de pensar la transformación de las ciudades por sectores, pensando en una ciudad en permanente movimiento:

Yo no creo que tenga sentido en las ciudades de 3,4,8.12 millones de habitantes o más, seguir pensando en estructuras a la manera del siglo XIX, es decir con tejidos continuos que se suelden entre ellos, que van generando un espacio público más o menos homogéneos a través de calles, plazas, paseos etc.. Estimo que hay que asumir que existen autopistas, ferrocarril subterráneo, aeropuertos, centros deportivos y de negocios, shopping centers e incluso material histórico que se recicla como material para el ocio y la arquitectura debe hacerse cargo de esos temas y no negar esos temas como si fueran de otra incumbencia.
Ignasi de Solà-Morales, Arquis - Arquitectura y Urbanismo - 1994

Desde ese sentido, el arquitecto: 

(…) asume un lugar ético, estético, técnico y sociológico y replantea el plan de la ciudad futura como un problema integral, donde la vivienda, el trabajo, el reposo y la circulación, tienen por objeto permitir el desarrollo de nuevas reglas, ideas e invenciones y desde ese lugar imagina y describe la figura de un protagonista casi de ficción, denominado el lector de situación o el explorador del mañana próximo.
Converti (2001), Prólogo Colección Le Corbusier - Cómo concebir el urbanismo.

## Obras representativas
- Estrategia territorial del Plan Director de la Hidrovía del Río Paraná/ Río de la Plata / Océano.
- Nueva Costa del Plata - urbanización del último pulmón verde del Conurbano Sur en las ciudades de Quilmes y Avellaneda, emprendimiento que pretende construirse sobre áreas declaradas previamente "reserva ecológica municipal" en el área Metropolitana de Buenos Aires, Argentina. Hasta el presente no se ha realizado por oposición de distintas agrupaciones, sociales, ecológicas, culturales y vecinales. Las mismas alegan que además de la ilegalidad de ello, no puede construirse una ciudad entre focos de contaminación: el CEAMSE a pocos metros, el Polo Petroquímico de Dock Sud, la Papelera S. Kappa, el arroyo Sarandí (recibe los desechos del cordón industrial de la zona) y el Río de La Plata (cuarto río más contaminado del mundo). Más aún, el área de bosque costero debe conservarse intacta porque es lo único que amortigua la contaminación de la zona.
- Dársena Norte - La propuesta de transformación de la Dársena Norte del Puerto de Buenos Aires.
- Plan Maestro Río Grande - El proyecto de ampliación urbana de la Ciudad de Río Grande, frente al Mar Austral, en la Provincia de Tierra del Fuego, Antártida e Islas del Atlántico Sur, Argentina.
- Plan Maestro para la nueva relación de la Ciudad y el río Limay, en la Ciudad de Neuquén, región patagónica de Argentina.
- Reconversión del Puerto Santa Fe, en la Ciudad de Santa Fe, Argentina.
- Propuesta de transformación del antiguo aeropuerto militar de Tablada en la Ciudad de Sevilla, España